# Termodinamski sistem
Termodinámski sistém se termodinamiki imenuje telo ali skupino teles, ki se jih obravnava. Vse ostalo je okolica. Termodinamske sisteme se opisujejo makroskopsko in se pri tem ne ozira na njihovo atomsko zgradbo. Množica značilnosti sistema, potrebnih za termodinamski opis, sestavlja stanje sistema. Ravnovesna termodinamika se ukvarja z ravnovesnimi stanji, to je takimi stanji, pri katerih se s časom nič ne spreminja ne v sistemu, ne v okolici. Ravnovesno stanje sistema je povsem določeno z majhnim številom podatkov, s tako imenovanimi termodinamskimi spremenljivkami. Za opis sistema se potrebuje vsaj dve termodinamski spremenljivki, eno intenzivno in eno ekstenzivno.

## Delitve termodinamskih sistemov
Glede na to, ali lahko sistem izmenjuje toploto ali snov z okolico, se loči odprte, zaprte in toplotno izolirane sisteme:
- odprti sistem je sistem, ki z okolico izmenjuje tako toploto kot snov. Zgled odprtega sistema je živa celica,
- zaprti sistem je sistem, ki ne izmenjuje snovi z okolico, lahko pa izmenjuje toploto. Zgled zaprtega sistema je topla greda,
- toplotno izolirani sistem je sistem, ki z okolico ne izmenjuje ne snovi, ne toplote. Zgled toplotno izoliranega sistema je idealizirana Dewarjeva posoda.

Glede na to, ali sistem sestavlja ena sama snov, npr. en sam kemični element ali ena sama spojina v eni sami fazi, ali pa več, pa se loči:
- enofazni sistem je tak, v katerem je ena sama čista snov (en sam kemični element ali ena sama spojina) v eni sami fazi (npr. enem agregatnem stanju),
- večfazni sistem je tak, v katerem je več komponent (več kot eno samo čisto snov) ali čisto snov v več kot eni fazi (npr. dveh različnih agregatnih stanjih).